# Nigel Short
Nigel Short, MBE (* 1. června 1965 v Leigh, Lancashire) je britský šachový velmistr. V roce 1993 sehrál zápas o titul klasického mistra světa v šachu proti Garrimu Kasparovovi, ale Kasparov jasně vyhrál (+6−1=14).